# 洛吉爾村 (科羅拉多州)
洛吉爾村（英語：Loghill Village）是位於美國科羅拉多州烏雷縣的一個人口普查指定地區。

## 地理
洛吉爾村的座標為38°12′07″N 107°47′08″W / 38.20194°N 107.78556°W，而該地最高點為海拔高度2403米（即7884英尺）。

## 人口
根據2010年美國人口普查的數據，洛吉爾村的面積為15.874平方千米，均為陸地。當地共有人口521人，而人口密度為每平方千米32人。